# جيوفري ر. بال
جيوفري ر. بال (بالإنجليزية: Geoffrey R. Ball)‏ هو رائد أعمال ومخترِع أمريكي، ولد في 1964 في آن آربر في الولايات المتحدة.